# Philipp Preto
Philipp Preto (* 2. April 2001 in Speyer) ist ein deutscher Eishockeyspieler, der seit Juli 2024 beim ERC Ingolstadt aus der Deutschen Eishockey Liga (DEL) unter Vertrag steht und dort auf der Position des Verteidigers spielt. Zuvor war Preto bereits für die Adler Mannheim und Fischtown Pinguins Bremerhaven, mit denen er im Jahr 2024 Vizemeister wurde, in der DEL aktiv. Sein älterer Bruder Pierre Preto ist ebenfalls professioneller Eishockeyspieler.

## Karriere
Preto entstammt dem Nachwuchs des EKU Mannheim Käfertal, von wo er im Sommer 2014 ins Nachwuchsleistungszentrum der Adler Mannheim wechselte. Für deren Jungadler spielte der Verteidiger mit Beginn der Saison 2014/15 zunächst in der Schüler-Bundesliga. In der Spielzeit 2016/17 kam das 15-jährige Talent zu ersten Einsätzen in der U19, die in der Deutschen Nachwuchsliga (DNL) beheimatet war. Mit Beginn des Spieljahres 2017/18 gehörte er fest zum U19-Kader, dem auch sein älterer Bruder Pierre angehörte. Gemeinsam gewannen sie in diesem Jahr die Meisterschaft in dieser Altersklasse. Den Erfolg wiederholte der jüngere Preto als Teil des Kaders im folgenden Jahr.

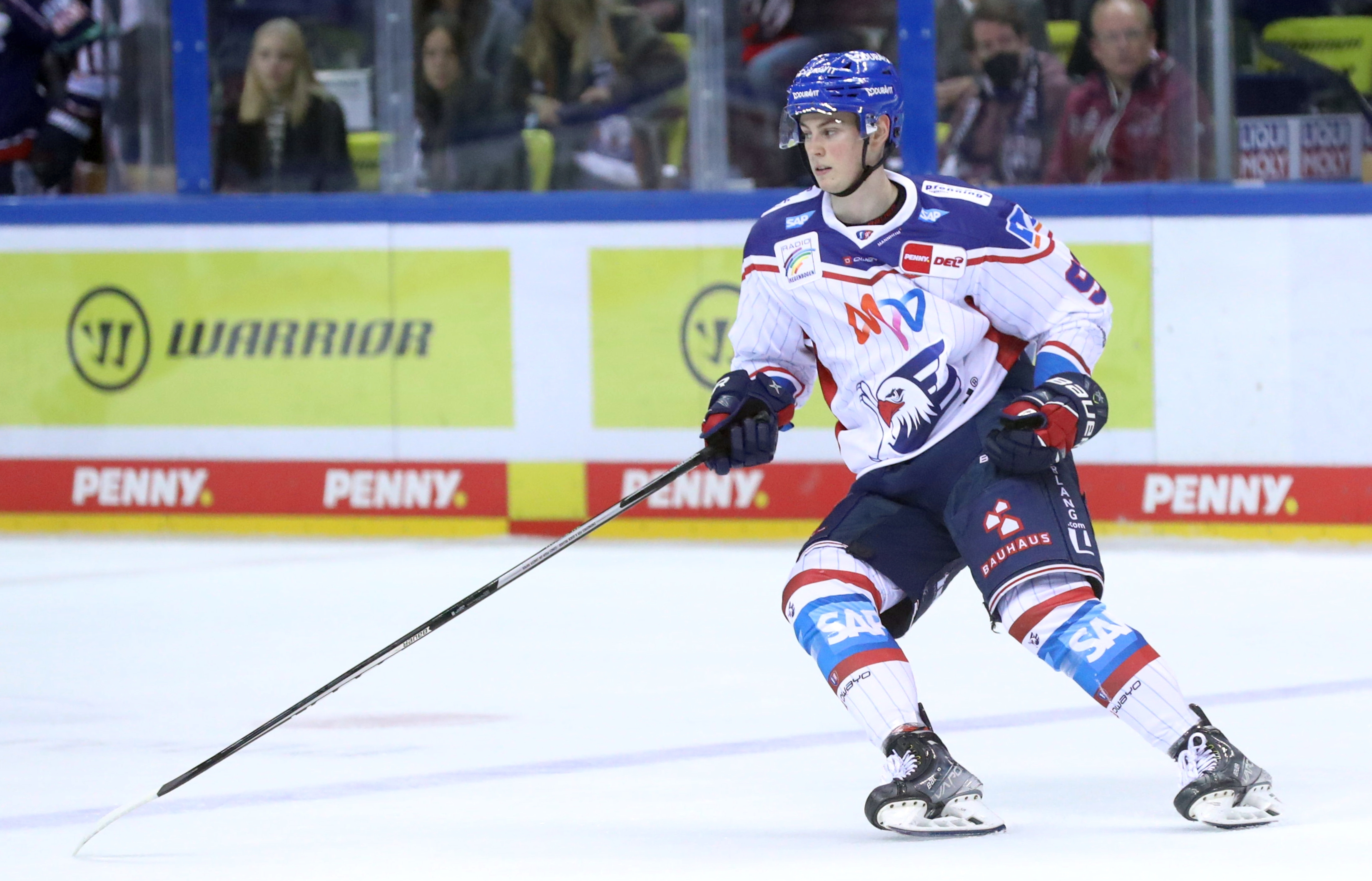
Preto im Trikot der Adler Mannheim (2021)

Nach einer weiteren Spielzeit in der DNL wurde Preto vor dem Beginn der Saison 2020/21 von den Heilbronner Falken aus der DEL2 verpflichtet und kam so zu seinen ersten Spielen bei den Profis. Vor dem Hintergrund der COVID-19-Pandemie bestritt er in seiner Rookiesaison insgesamt 50 Spiele. Zur Spielzeit 2021/22 wurde der Abwehrspieler aufgrund seiner guten Entwicklung von den Mannheimern zurückgeholt und wurde mittels einer Förderlizenz weiter bei Mannheims Kooperationspartner in Heilbronn eingesetzt. Neben 30 Einsätzen für die Falken kam er im Saisonverlauf auch zu 20 Spielen für die Adler in der Deutschen Eishockey Liga (DEL). Zu weiteren Einsätzen kam es im folgenden Jahr jedoch nicht und so spielte Preto ausschließlich für Heilbronn in der DEL2, aus der das Team am Saisonende abstieg.
Im Mai 2023 sicherte sich schließlich Mannheims Ligakonkurrent Fischtown Pinguins Bremerhaven die Dienste des Defensivspielers. Am Ende der Saison 2023/24 feierte der Deutsche mit dem Gewinn der Vizemeisterschaft den bis dato größten Erfolg der Bremerhavener Vereinsgeschichte. Dennoch setzten die Fischtown Pinguins und Preto die Zusammenarbeit trotz des Erfolgs nicht fort und so wechselte er zur Spielzeit 2024/25 innerhalb der DEL zum ERC Ingolstadt.

### International
Auf internationaler Ebene kam Preto bereits ab der Spielzeit 2016/17 für die Juniorennationalmannschaften des Deutschen Eishockey-Bundes zu Einsätzen. Für internationale Turniere wurde er jedoch nicht berücksichtigt und kam lediglich bei Testspielen von der U16 bis zur U19 zu Einsätzen. Für die Spiele des deutschen Perspektivkaders im Februar 2024 gegen die Slowakei wurde der Verteidiger von Bundestrainer Harold Kreis erstmals in das Aufgebot der A-Nationalmannschaft berufen, in dem er im Rahmen der zwei Partien auch debütierte. Für den Deutschland Cup 2024 wurde Preto als Ersatz für den verletzten Phillip Sinn nachnominiert.

## Erfolge und Auszeichnungen
- 2018 DNL-Meister mit den Jungadler Mannheim
- 2019 DNL-Meister mit den Jungadler Mannheim
- 2024 Deutscher Vizemeister mit den Fischtown Pinguins Bremerhaven

## Karrierestatistik
Stand: Ende der Saison 2024/25
(Legende zur Spielerstatistik: Sp oder GP = absolvierte Spiele; T oder G = erzielte Tore; V oder A = erzielte Assists; Pkt oder Pts = erzielte Scorerpunkte; SM oder PIM = erhaltene Strafminuten; +/− = Plus/Minus-Bilanz; PP = erzielte Überzahltore; SH = erzielte Unterzahltore; GW = erzielte Siegtore; 1 Play-downs/Relegation; Kursiv: Statistik nicht vollständig)